# محمد بن دلدار علي الهندي
السيد محمد بن دلدار علي النقوي النصير آبادي اللكهنوي الهندي (1199 هـ - 1284 هـ). هو رجل دين وفقيه شيعي هندي يشتهر بلقبه سلطان العلماء وهو أكبر أبناء دلدار علي النقوي الذي كان من أكابر زعماء الطائفة الشيعية في الهند، وقد خلف أباه في زعامة الشيعة هناك. وقد فوض إليه الحكم والقضاء على عهد السلطان أبي المظفر مصلح الدين محمد أمجد علي شاه، وألزم قضاة بلاده بفتاويه فكانوا لا يخالفونه.

## مؤلفاته
له العديد من المؤلفات والمصنفات المذكورة في المصادر التي ترجمت له، ومنها:
| - إحياء الاجتهاد. في أصول الفقه. - أصل الأصول. في الرد على الأخباريين. - الإمامة. في الرد على باب الإمامة من كتاب التحفة الإثني عشرية لعبد العزيز الدهلوي. - السيف الماسح. رد في هذا الكتاب على رسالة الفتح العزيز لعبد العزيز الدهلوي. - حاشية على الشرح الصغير. حاشية على الشرح الصغير لعلي الطباطبائي. - الصمصام القاطع والبرهان اللامع. كتاب بالفارسية في تعيين الفرقة الناجية، والرد على السنة. - طعن الرماح. بالفارسية في الرد على بعض مطالب التحفة الإثني عشرية. - رسالة في صلاة الجمعة. - الفوائد النصيرية. في أحكام الزكاة والخمس. - رسالة في المواسعة والمضايقة. - رسالة في عدم نجاسة عرق الجنب بالحرام. - حاشية على شرح السلم. حاشية على شرح السلم لحمد الله السنديلي. - البارقة الضيغمية. في إثبات المتعة ونقداً على ما ذكره الدهلوي في التحفة الإثني عشرية. | - الضربة الحيدرية لكسر الشوكة العمرية. هذا الكتاب رد على كتاب الشوكة العمرية لرشيد الدين خان الذي كتبه رداً على البارقة الضيغمية، ويعرض فيه المؤلف أدلته على إثبات زواج المتعة، ويقع في مجلدين. - ثمرة الخلافة. - العجالة النافعة. - البوارق الموبقة. فارسي في رد في الباب السابع من التحفة الإثني عشرية. - البشارة المحمدية. - السبع المثاني. في تجويد القرآن. - كشف الغطاء. - البرق الخاطف. يتناول قصة الإفك. - سم الغار. - گوهر شاهوار في فضل الأئمة الأطهار. - الفضائل الحيدرية. |

## وفاته
توفي يوم الثاني عشر من شهر ربيع الأول 1284 هـ بمدينة لكنهو، ودفن بجنب والده في حسينية غفران مآب.